# Asureti
Asureti (en georgiano: ასურეთი; en alemán: Elisabethtal) es un pueblo de Georgia ubicado en el norte de la región de Baja Iberia, siendo parte del municipio de Tetritskaro.

## Geografía
Asureti se encuentra en el borde derecho de la garganta de Assuretula, a 20 km de Tetritskaro y 28 km al suroeste de Tiflis.

## Historia
El pueblo fue fundado el 19 de noviembre de 1818 con el nombre de Elisabethtal por 72 familias de emigrantes alemanes evangélicos de Wurtemberg. El entonces gobernador civil eligió este nombre porque el pueblo fue fundado el día de Santa Isabel. En 1857, 38 familias abandonaron Elisabethtal después de disputas por cuestiones religiosas y fundaron el pueblo de Alexanderhilf cerca de Tsalka. Otras familias alemanas de Elisabethtal fundaron el pueblo de Steinfeld cerca de Marabda.
Después de la anexión de la República Democrática de Georgia por la URSS en 1921, Elisabethtal recibió el nombre georgiano de Asureti. De 1932 a 1938 hubo una granja colectiva Concordia en Assureti, que tuvo mucho éxito en la viticultura y la investigación sobre el control de plagas. Los antepasados alemanes de Nadezhda Alilúyeva, la esposa de Iósif Stalin, provienen de Elisabethtal.
A fines de la década de 1930, muchos alemanes fueron reprimidos después de que la Wehrmacht atacara a la Unión Soviética con la operación Barbarroja en junio de 1941, siendo deportados a Siberia y Kazajistán en octubre de 1941. En 1941, parte de la población de los distritos de Ambrolauri y Oni fue reasentada en Asureti.
En memoria del asentamiento de los alemanes 200 años antes, la antigua calle de Stalin pasó a llamarse Schwabenstrasse (calle de los suabos) en 2017 y recibió señalización de tráfico bilingüe en alemán y georgiano.

## Demografía
La evolución demográfica de Asureti entre 1836 y 2014 fue la siguiente:
| 434                                             | 664 | 1178 | 1409 | 1825 | 2157 | 1500 | 1237 | 978 |
| (Fuente: Population of Georgia in Soviet times) |     |      |      |      |      |      |      |     |

Según el censo de 2014, los georgianos constituían el 97% y los armenios, el 1,5%. En 1886, los alemanes representaban el 87% (1148 personas).

## Infraestructura

### Arquitectura, monumentos y lugares de interés
Aparte de la antigua iglesia alemana (construida en 1871) y el cementerio, se han conservado casas alemanas.

## Galería

Casa típica alemana en Asureti
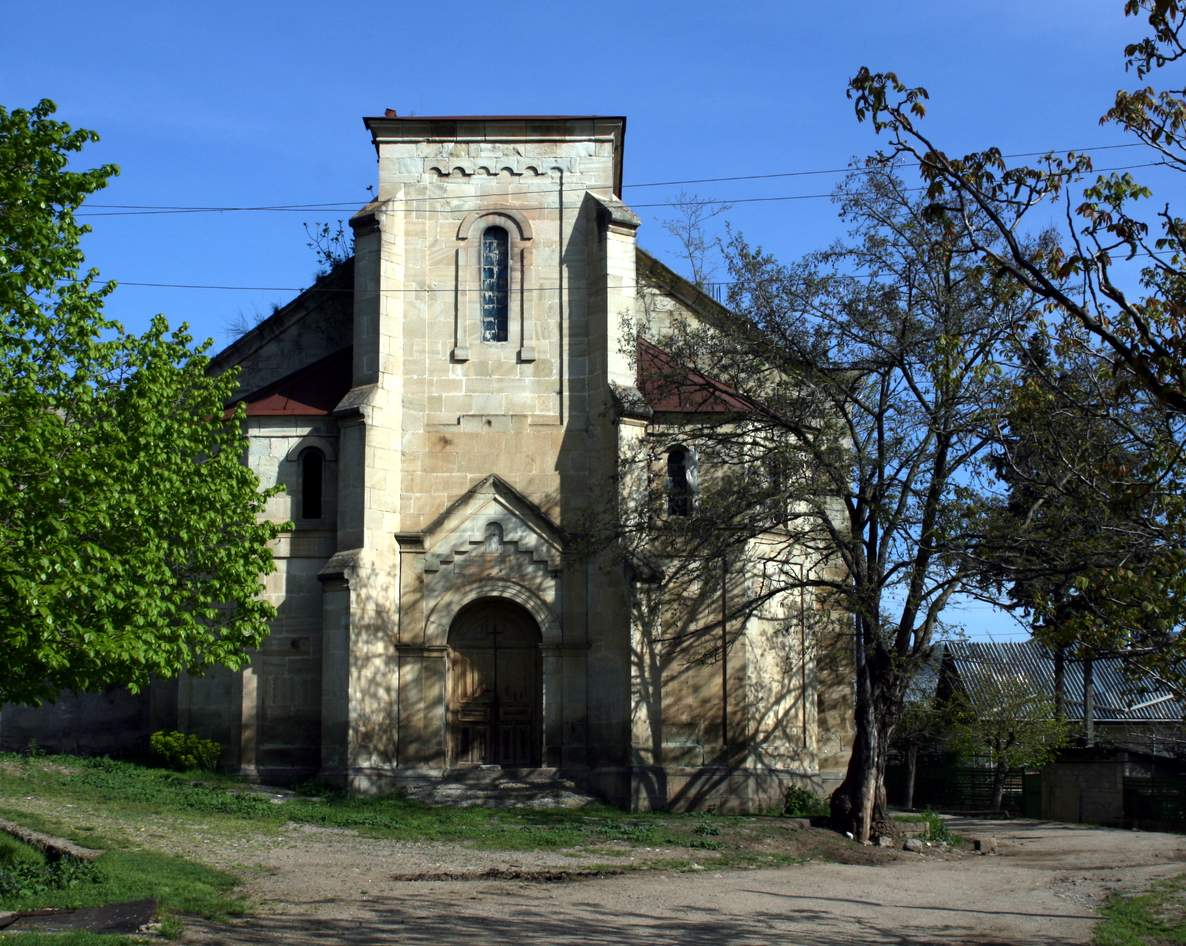
Iglesia luterana de Asureti
Cementerio alemán